# 忍者キャプター
『忍者キャプター』（にんじゃキャプター）は、1976年4月7日から1977年1月26日まで、東京12チャンネルで毎週水曜19時30分 - 20時（JST）に全43話が放送された、東映制作の特撮テレビドラマ、および作中に登場するヒーローの名称。

## あらすじ
風魔烈風率いる風魔党が日本征服のために動き出した。その非道なやり口を嫌った風魔の忍者の一人・出雲大介は抜け忍となる。裏切り者として追われる大介を助けたのは忍びの名門・天堂家当主の天堂無人だった。彼は密かに結成していた忍者チーム「キャプター」に大介を加える。風魔の野望を阻止するべく、忍者キャプターの戦いが始まった。

## 概要
「原作・八手三郎」による最初の集団ヒーロー作品である。放送局が異なることからスーパー戦隊シリーズの範疇にはほぼ扱われていないものの、『秘密戦隊ゴレンジャー』の流れをくんでいる。
キャプターはそれぞれ色違いのスーツ姿に変身し、各自の武器で（毎回異なる怪人と）戦う点では他の集団ヒーロー物、ことにスーパー戦隊シリーズと同様である。そのチーム編成も同シリーズのパターンに近い。一方で、メンバーがオリジナルで7名と、同シリーズを含む集団ヒーロー物のメンバー数としては、後年において恒例となった同シリーズにおける番組中途での追加メンバーなどを除いたオリジナルメンバーでは最多の部類に入り、メンバーが設定年齢が15歳から45歳までと幅広い年齢層で構成されている。変身はするが、演出上あくまで現代の忍者装束姿として扱われる。マスクも「もう一つの顔」としての仮面というよりはシールド付きのフルフェイスヘルメットという趣きで、シールドをスモークにして通常は素顔が見えないようになっており、スーツアクターの顔を隠している（この点は他の仮面ヒーローものと同様）。劇中、シールドを上げて素顔を見せるシーンもたびたび見られ、変身前後の同一感を高めていた。また、敵組織の怪人は多くが俳優が演じる顔出しタイプという珍しいパターンであり、次番組である『快傑ズバット』にも受け継がれている。
監督を務めた奥中惇夫によれば、本作品は理由も不明なまま、撮影現場への打ち切りが通告されていた。突然の打ち切り通告に対し、奥中はプロデューサーと相談し、撮影した42話と43話のうち、42話を最終回のシナリオに書き直した。奥中は後に「おいしい食事を途中で中止させられたような、すっきりしないものが残ったことであった」と述べている。

## 登場人物

### 忍者キャプター
出雲 大介（） / 火忍キャプター7（）
本作品の主人公。設定年齢21歳。一人称は「俺」もしくは「私」。シンボルカラーは赤、シンボルマークは火の玉。ゼッケンは7。大学院生で風魔忍群ではエリートだったが、自分の考えとは裏腹に大将・風魔烈風が日本征服を狙い始めたことをきっかけに抜け忍となり、かつての恩師である天堂無人からキャプターのリーダーに任命される。それゆえ、他のキャプターからチーフと呼ばれる。三郎兵衛は「大介氏」、左近は「出雲」と呼ぶことが多い。火遁の術が得意で、武器は火輪弾。必殺技は火輪弾火炎陣。

泉 敬太（） / 風忍キャプター6（）
設定年齢15歳。一人称は「僕」。シンボルカラーは緑、シンボルマークはつむじ風（アラビア数字の6にも見える形）。ゼッケンは6。キャプター最年少で中学3年生。友情に厚く、クラスメイトからの信頼も厚いが、その一方で無鉄砲な性格でもあり、認められようとして努力するもほぼ確実に失敗する。武器は風貝。

大山 昇（） / 金忍キャプター5（）
設定年齢17歳。一人称は「俺」。シンボルカラーは黄色、シンボルマークは歯車。ゼッケンは5。忍術は修行中の身だが機械に強いためキャプターカーやキャプターマシンの整備担当および操縦を任されている。本業は高校生で電器店アルバイト。武器は円盤しころ。敬太からは「昇兄（にぃ）」と呼ばれている。

黒川 団（） / 土忍キャプター4（）
設定年齢23歳。一人称は「俺」。シンボルカラーは茶色、シンボルマークは山盛りの土。ゼッケンは4。怪力が自慢。聴力も並外れている。土遁の術を得意とし、武器は土棒。キャプターマシンの操縦はほぼ彼が担当している。普段はレスリングジムに通っているほか、運送業のアルバイトをしている。第23話ではレスリング仲間に「レスリングはあくまでも裏芸」と答えている。演じた宇津海仙の体形があまりにも大柄なため、番組初期では、スタントマンが演じる土忍と、宇津海仙自身が演じる土忍の体型が著しく違う場面も見られた。

桜小路 マリア（） / 花忍キャプター3（）
設定年齢15歳。一人称は「私」。シンボルカラーは桃色、シンボルマークはチューリップのような花。ゼッケンは3。敬太の保護者として行動しており、明るい性格。敬太には「姉貴」と呼ばれている。風魔忍群の壊滅後は大学の忍者学会の誘いによりアメリカへ留学。武器は花ヌンチャク。キャプターの栄養士のつもりでいるが、料理の腕は「御覧の通り」あまり良くない。

天堂 美樹（） / 花忍キャプター3（）
設定年齢15歳。一人称は「私」。シンボルカラー、シンボルマーク、ゼッケンは先代（マリア）と同様。天堂無人の孫娘。キャプターの活躍を陰ながら見守っていたが、マリアの渡米後は彼女の後を継いで二代目キャプター3となった。薬草に精通しており、治療も行なう。三郎兵衛と敬太は「美樹お嬢様」と呼ぶことが多く、マリアは「美樹姉さん」と呼ぶこともある。

四条 左近（） / 水忍キャプター2（）
設定年齢22歳。一人称は「俺」。シンボルカラーは青、シンボルマークは水滴。ゼッケンは2。南北大学3年生で水泳のインストラクター。普段はスイミングスクールで子供に水泳を教えている。泳ぎが得意で水を自在に操る力を持ち、武器は激流砲。

袋 三郎兵衛（） / 雷忍キャプター1（）
設定年齢45歳。一人称は「わし」。シンボルカラーは橙色、シンボルマークは稲妻。ゼッケンは1。天堂家の執事で最年長のキャプター。綺麗好きであり常に天堂家の掃除をしており、埃一つ落ちているだけでも気になるらしい。鼻が利き、探し物が得意。涙もろい。注射は大嫌い。作品の中ではギャグメーカー的な役回りも果たす。武器は電気縄。敬太からは「三郎兵衛おじ」と呼ばれている。

天堂 無人（）
大介の師匠。風魔忍群の企みを察知して、忍者キャプターを組織した。37話で甲賀かげさそりに殺される。

戸隠 白雲（）
天堂無人の師匠で、忍大臣の異名を持つ。無人の没後、キャプターの二代目指導者となる。
ジュニアキャプター隊（大森十郎、工藤兵内、山原かんすけ、伊東民部、井村孫八、滝げんた、水野あやめ）
天堂無人が開いた天堂塾の門下生7人で構成された秘密チーム。

### 風魔忍群
風魔烈風
風魔忍群の大将で上忍。配下の忍者からは、御大将と呼ばれることが多い。風魔烈風のアジトには、風魔忍者の存在を表すろうそくがあり、後述のグループごとにろうそくの色も異なっている。なお、配下の忍びが倒されると、倒された忍びを表すろうそくの炎が消え、烈風がそれを見て、大声で「○○○（倒された忍者の名）、果てりしかぁっ」と嘆きわめくのがパターンである。
あるグループのろうそくがすべて消える、すなわち全滅すると、烈風が次のグループを呼び寄せるための祈りを行う。そうすると、全滅したグループのろうそくが消え、新たなグループのろうそくが出現するというシーンが描かれていた。

風魔忍者のグループ
風魔忍者は、いくつかのグループに分けられる。また、各忍者たちは絶命寸前に、「御大将、風魔○○○（自身の名前）敗れたり!!」など、烈風に対する最期の言葉を残して、果てるケースが多い。
- 風魔十三忍者 ろうそくの色は白色に黒線。 血コウモリ・コロシコマ・カゲなし・人たこ・火とん・分身・顔なし・水ぐも・死なず・くノ一・あやつり・三つ目・天地人三兄弟（天魔・地魔・人魔）
- 風魔鬼四天王 ろうそくの色は赤色。 シニガミ・キジン・ハンニャ・オニビ
- あやかし三行者 ろうそくの色は緑色。 どくろ行者・乙姫・鏡行者
- 風魔五道人 ろうそくの色は金色。 からかさ道人・ニュードオ道人・葉がくれ・かまいたち

風魔下忍
風魔忍者の手下で大勢いる。全身タイツに覆面をかぶっている。

### 甲賀忍群
暗闇忍堂
風魔忍群の壊滅後に登場した甲賀忍群の首領。別名忍将軍。配下の忍びを出動させる時は忍者連判帖（巻物）にその名が浮き出る。そして出動した忍びが倒されるとその名が赤く染まり、以後そのまま残る。
- 風魔烈風と同じく堀田真三が演じており、本人は「同じ役者が立て続けにワルの役をやっても良いのかな？」と戸惑ったが、プロデューサーの小野耕人より「評判が良いんだから大丈夫だよ」と言われたため、役者冥利に尽きると意気に感じて演じたと語っている。

甲賀下忍
甲賀の戦闘員的存在だが、こちらは忍者服にオレンジ色の仮面という出で立ちである。

### 北町派出所
影山巡査
2話にのみ登場した警官。
真田巡査
影山の後任。風魔や甲賀の忍びに巻き込まれることが多く、トボけているが「変な格好しちゃって！」などと冷静に突っ込む。本作品のコメディーリリーフ的存在。
服部一造巡査
第34話から登場。ただし第34話（役名表記なし）では出雲たちから「みよしさん」と呼ばれており、第38話（役名表記あり）では「服部一造」と名乗っている。

## 武装・技
主題歌の歌詞には「五段返し」「火焔（火炎）陣」「激流砲」「電撃打ち」「花吹雪」「ハンマー崩し」「風落とし」が歌い込まれている。

### 火忍キャプター7
火輪弾
5,000度の高熱を発する、炎形の手裏剣。
火輪弾火焔陣（）
火輪弾を投げつけ、敵の周囲を炎の輪で取り囲む必殺技。ちなみに取り囲まれた敵が爆死するのは、「失敗の時は五体を飛ばす」という忍の掟によるものらしい。
火忍キャプターキック
火炎弾火焔陣を使った後、時にとどめとして放つキック技。
火炎走り
火炎弾の炎を伸ばして振り回し、見えない敵をあぶり出す。
真空火炎陣
火炎弾火焔陣に似た必殺技。11話で死なずの頭を破壊した。13話で天地人三兄弟に破られた。
分身の術
分身して敵を撹乱する。21話ではキャプター5も使った。
人見の術
催眠術。4話で風魔下忍に使用。
キャプター凧
4話で使用、人ダコと空中戦を展開するが、人ダコに投げ返された火輪弾で焼き尽くされた。

### 風忍キャプター6
風貝
風圧倍加装置を内蔵した貝で、吹くと強風を起こしたり、逆に敵を吸い込むことも可能。
風貝飛ばし
風貝から強風を発生させる。
風貝吸い込みの術
下忍を風貝の中に吸い込む。吐き出すと、縮小された下忍が出てくる。
風貝コマ
風貝を吹くことで下忍を吹き飛ばす。
八方風起こし
風貝で敵を上空に飛ばし、自分もジャンプして、敵を地面に叩きつける。叩き落とされた敵は粉砕される。

### 金忍キャプター5
円盤しころ
周囲に「しころ」（忍者の小型鋸）の刃が付いて歯車状になった円形の武器。接近戦の武器としてはもちろん、投げたり、盾として使うことも可能。
キャプター忍法金吹雪
掌から金属の粉を吹き付ける。
金剛鉄壁破り
円盤しころを持ってジャンプし、空から弾丸のように体当たりする。

### 土忍キャプター4
土棒
巨大な棍棒。地面を叩いて局地的な地震を起こすことも可能。
キャプター忍法土遁の術
地中に潜る。
土棒崩し
土棒で敵を付く技。命中すると鐘を鳴らすような音がする。
不動ハンマー崩し
土棒を回転させながら、何度も敵を殴りつけて粉砕する。

### 花忍キャプター3
花ヌンチャク
両端に花が付いたヌンチャク。花には痺れ薬が塗ってある。
キャプター忍法花吹雪
赤い花びらを発生させる。
大車輪花吹雪
花ヌンチャクを振り回して敵をなぎ払う。この時、花手裏剣という花びらが発生する。

### 水忍キャプター2
激流砲
強力な水鉄砲。
激流凍結砲
激流砲から冷凍液を放射する。
渦潮五段返し
激流砲から渦を巻いた水流を放ち、敵を渦に飲み込む。

### 雷忍キャプター1
電気縄
高圧電流を帯びた縄。
電気発火
電気縄で地面を叩いて爆発を発生させて身を隠す。
電光電撃打ち
電気縄で敵を縛り上げて電撃を浴びせる。

### 7人共通の能力・合体技
変わり身の術
敵の攻撃をかわしつつ、木や藁人形を身代わりに置いていく。全員が使える。
キャプタークロス
7人が手を合わせてパワーアップする。別名・キャプター構え。
キャプター7人キック
7人が次々と敵にドロップキック。最終話で忍将軍に使用。
包囲陣
敵を捕らえるために、敵の周囲を包囲する。
キャプター櫓（）
雷忍、水忍、花忍、土忍が並んで立ち、その肩の上に金忍と風忍が立つ。さらにその上に火忍が飛び乗り、敵に火輪弾火焔陣を喰らわす必殺技。第35話から後半の必殺技として使用された。

### 機材
キャプターカー
地上移動用の車両。マシンガンを装備している。後部には飛び降り用のカタパルトを2つ搭載。キャプターの7人を象徴する7色の点滅するランプがノーズに付いている。8人乗り。
ヘリキャプター
ティルトローター機。前面2門の機関砲と主翼端の火輪弾ミサイルの武装を持つ。折り畳み式の荷台でキャプターカーを懸下して運ぶ。東京タワー地下より発進する。第27話より登場。

## スタッフ
- 原作：八手三郎
- 連載：テレビマガジン、おともだち、たのしい幼稚園、テレビランド
- プロデューサー：平山亨、小野耕人（東映）、近藤伯雄（東京12チャンネル）
- 脚本：伊上勝、長坂秀佳、塩田千種、松下幹夫
- 監督：田中秀夫、奥中惇夫、山崎大助、中村経美
- 音楽：小森昭宏
- 音楽制作：あんだんて
- 撮影：相原義晴[注釈 8]
- 照明：水村富雄、高橋銀三郎、高橋弘
- 録音：佐藤修一、織本道雄、上出栄二郎
- 美術：野本幸男、森田ふみよし
- 編集：松谷正雄、成島一城
- 記録：安倍伸子、岩下美子、高橋扶佐諸、ゆいとらこ、宮本衣子、大橋仁子
- 効果：阿部作二
- 助監督：小笠原猛、天間敏広、青木弘司、三村道治、辻理ほか
- 進行：藤田政男、桐山勝、沼尾和典
- 計測：塚本公雄、石山信雄、渡辺忍
- 作画：聖ゆき
- 企画協力：企画者104
- キャラクター制作（ノンクレジット）：開米プロダクション[11]
- 技斗：高橋一俊（アクション企画）
- 選曲：石川孝
- 特撮：矢島信男（ノンクレジット）、関山和昭（特撮研究所）[注釈 9]
- 装置：紀和美建
- 装飾：装美社
- 現像：東映化学
- 制作：東映、東映エージェンシー、東京12チャンネル

## 音楽
主題歌や挿入歌、それに劇伴の作・編曲は小森昭宏が単独で担当。主題歌・挿入歌の作詞は全て八手三郎名義となっている。
合計6曲ある主題歌・挿入歌のうち、5曲までが水木一郎と堀江美都子のデュエットによるもので、2人の掛け声や擬音語も随所に入っている。またスキャットには『秘密戦隊ゴレンジャー』の「バンバラバン」スキャットなども手掛けたこおろぎ'73が参加している。
挿入歌の初出は日本コロムビアの「最新テレビまんが人気者（アイドル）デラックス」というLPシリーズのうち、本作品と『秘密戦隊ゴレンジャー』がフィーチャーされた1枚（CW-7077、1976年8月発売）。「進めキャプターマシン」と「命のかぎり」はシングルカットもされた。なお、4曲の挿入歌のうち、歌唱版が劇中で使用されたのは「キャプター小唄」のみとなった。

### 主題歌
オープニングテーマ「斗え忍者キャプター」
作詞：八手三郎 / 作曲・編曲：小森昭宏 / 歌：水木一郎、堀江美都子、こおろぎ'73
一曲の歌詞の中にシャウトが25回入っている。
エンディングテーマ「大空のキャプター」
作詞：八手三郎 / 作曲・編曲：小森昭宏 / 歌：水木一郎、堀江美都子、こおろぎ'73

### 挿入歌
「進めキャプターマシン」
作詞：八手三郎 / 作曲・編曲：小森昭宏 / 歌：水木一郎、堀江美都子、こおろぎ'73
第24、26、30、33〜35、41、42話ではインストゥルメンタル版が使用された。
「命のかぎり」
作詞：八手三郎 / 作曲・編曲：小森昭宏 / 歌：堀江美都子、こおろぎ'73
第25、26、30、32話ではインストゥルメンタル版が使用された。
「それ行け忍術」
作詞：八手三郎 / 作曲・編曲：小森昭宏 / 歌：水木一郎、堀江美都子、こおろぎ'73
第25、27〜29、32、34話ではインストゥルメンタル版が使用された。
歌詞で「呪文と九字を切ったらば」と言いながらも「臨・兵・闘・者・皆・陣・列・在」の八字しか切らない（九文字めの「前」が抜けている）。
「キャプター小唄」(第40話)
作詞：八手三郎 / 作曲・編曲：小森昭宏 / 歌：水木一郎、堀江美都子、こおろぎ'73
第33話ではインストゥルメンタル版が使用された。

## キャスト
- 出雲大介 / 火忍キャプター7：伴直弥
- 泉敬太 / 風忍キャプター6：佐藤宏之
- 大山昇 / 金忍キャプター5：藤江喜幸
- 黒川団 / 土忍キャプター4：宇津海仙
- 桜小路マリア / 花忍キャプター3（初代）：松葉夕子（第1 - 26話）
- 天堂美樹 / 花忍キャプター3（二代目）：野川愛（第2 - 7・9 - 43話）
- 四条左近 / 水忍キャプター2：琳大興
- 袋三郎兵衛 / 雷忍キャプター1：潮建志
- 天堂無人：高桐真（第1 - 37話）
- 戸隠白雲（第37 - 43話）：佐々木孝丸
- 風魔烈風（第1 - 26話）、暗闇忍堂（第27 - 43話）：堀田真三
- 影山巡査：五野上力（第1・2話）
- 真田警官：小島三児（第3 - 29話）
- 服部一造：団巌（第34・35・38 - 43話）
- ナレーター：納谷悟朗

### 主なゲスト
括弧内は登場話数。風魔、甲賀関係のゲストは放送リストを参照。
- 国防省局長：山田光一（1話）
- その娘・リツコ：舟橋まみ（1話）
- 霧島博士：山田禅二（2話）
- 霧島セツコ：古賀真佐代（2話）[注釈 11]
- アブチ大統領：片山滉（4話）
- 才三：中野宣之（6話）
- 江田所長：原孝之（7話）
- 江田みどり：香山りか（7話）
- 田村信一郎：河合絃司（10話）
- 田村マサオ：小松陽太郎（10話）[注釈 11]
- ススムの姉：吉野比弓（11話）[注釈 11]
- 桜井コウジ：岩城力也（12話）
- 桜井トモコ：遠藤薫（12話）[注釈 11]
- かすみ：成瀬静江（13・14話）
- 源三：山田光一（13話）
- 切雲：佐々木孝丸（14話）
- ゆき：大森不二香（14話）
- 根来ジンパチ：森章二（16話）
- 根来しのぶ：竹宗久留美（16話）[注釈 11]
- 遠山銀次郎：杉義一（17話）
- 銀次郎の妻：木村有里（17話）
- 遠山マキ：塚越かをり（17話）
- 真田警官の甥っ子（役名無し）：福田信義（22話）
- しずか（ニュドオ道人の娘）：野口みどり（23話）
- ケンタ：藤原哲也（24話）
- ケンタの母：菅野園子（24話）
- メグミ：籠瀬富美子（24話）
- 矢部博士：杉義一（31話）
- リツコ：古賀真佐代（33話）[注釈 11]
- 野村シュウサク：若尾義昭（34話）
- 野村シンサク：鈴木恒（34話）
- 医師：柄沢英二（35話）
- ガソリンスタンド店主：鮎川浩（36話）
- 店員・セイジ：大家博（36話）
- その妹・ミツコ：浅野温子（36話）
- 村山博士：夏木章（37話）
- 向井博士：高松雅雄（39話）
- 向井ともえ：今井美佐子（39話）
- レスター博士：大月ウルフ（41話）
- 通訳・ユキ：紺あき子（41話）
- 赤井先生：金井進二（42話）
- 女生徒:根本里生子(42話)
- 大神カスミ（狼丸の孫娘）：金月真美（43話）

## 放送日程
参考書籍：宇宙船SPECIAL 1998, p. 220
| 放送回 | 放送日         | サブタイトル                    | 登場忍者 | 脚本     | 監督     |
| ------ | -------------- | ------------------------------- | --- | -------- | -------- |
| 1      | 1976年04月07日 | 東京タワーに立つ七人の忍者      | - 血コウモリ（演：久地明） | 伊上勝   | 田中秀夫 |
| 2      | 4月14日        | ロケット忍法の秘密              | - コロシコマ（演：土山登士幸） | 伊上勝   | 田中秀夫 |
| 3      | 4月21日        | ビルの壁に忍者が消えた!?        | - カゲなし（演：沖田駿一） | 伊上勝   | 奥中惇夫 |
| 4      | 4月28日        | 空飛ぶタコ忍者！ 空中戦!!       | - 人ダコ（演：南雲佑介） | 伊上勝   | 奥中惇夫 |
| 5      | 5月05日        | キャプター皆殺し作戦            | - 風魔火とん（演：西本良治郎） | 伊上勝   | 田中秀夫 |
| 6      | 5月12日        | 大脱走！ 忍者塾!!               | - 風魔分身（演：若尾義昭） | 伊上勝   | 田中秀夫 |
| 7      | 5月19日        | ミステリー ぬすまれた顔!?       | - 風魔顔なし（演：小沢章治） | 伊上勝   | 山崎大助 |
| 8      | 5月26日        | 激突！ ハイウェー忍者戦         | - 風魔水ぐも（演：富士乃幸夫） | 伊上勝   | 山崎大助 |
| 9      | 6月02日        | 敵か味方か？ 女忍者             | - 風魔くの一（演：牧れい） | 伊上勝   | 奥中惇夫 |
| 10     | 6月09日        | 怪奇！ ロボット使い             | - 風魔あやつり（演：井上三千男） | 伊上勝   | 奥中惇夫 |
| 11     | 6月16日        | 毒ガス忍者は不死身              | - 風魔死なず（声：島田彰） | 伊上勝   | 田中秀夫 |
| 12     | 6月23日        | SOS風忍キャプター6              | - 風魔三ツ目（演：田中耕三郎） | 伊上勝   | 田中秀夫 |
| 13     | 6月30日        | まぼろしの大秘宝                | - 天地人三兄弟 - 天魔（声：細井雅男） - 天魔が化けた老婆（演：津路清子） - 地魔（声：竹内靖） - 人魔（声：藤田安男）                                                              | 伊上勝   | 奥中惇夫 |
| 14     | 7月07日        | 火忍キャプターは二度死ぬ        | - 天地人三兄弟 - 天魔（声：細井雅男） - 天魔が化けた老婆（演：津路清子） - 地魔（声：竹内靖） - 人魔（声：藤田安男）                                                              | 伊上勝   | 奥中惇夫 |
| 15     | 7月14日        | まんじ谷から鬼が来た！          | - 風魔鬼四天王・シニガミ（演：久地明） - 風魔鬼四天王・キジン（演：土山登士幸） - 風魔鬼四天王・ハンニャ（演：森田はるか） - 風魔鬼四天王・オニビ（演：千代田恵介、声：岡田道郎） | 伊上勝   | 田中秀夫 |
| 16     | 7月21日        | 隠れ忍者の娘は同級生            | - 風魔鬼四天王・キジン - 風魔鬼四天王・ハンニャ - 風魔鬼四天王・オニビ | 伊上勝   | 田中秀夫 |
| 17     | 7月28日        | 狙われたニセ札名人              | - 風魔鬼四天王・ハンニャ - 風魔鬼四天王・オニビ | 伊上勝   | 奥中惇夫 |
| 18     | 8月04日        | 忍法！ カブト虫変化!!           | - 風魔鬼四天王・オニビ | 伊上勝   | 奥中惇夫 |
| 19     | 8月11日        | 親友は風魔少年忍者              | - あやかし三行者・どくろ行者（演：小沢章治） | 伊上勝   | 中村経美 |
| 20     | 8月18日        | 黒いピアノの忍術師              | - あやかし三行者・乙姫（演：滝田裕子） | 伊上勝   | 中村経美 |
| 21     | 8月25日        | キャンプ場は風魔の墓場の決戦!!  | - あやかし三行者・鏡行者（声：渡部猛） | 伊上勝   | 奥中惇夫 |
| 22     | 9月01日        | お化け屋敷に風魔が出た!!        | - 風魔五道人・カラカサ道人（声：丸山詠二） | 伊上勝   | 奥中惇夫 |
| 23     | 9月08日        | ニュドオ道人！ 土忍！ 術くらべ  | - 風魔五道人・ニュードオ道人（演：原田力） | 伊上勝   | 奥中惇夫 |
| 24     | 9月15日        | 火忍をあやつる地獄笛            | - 風魔五道人・葉がくれ（演：井原幹雄） | 長坂秀佳 | 田中秀夫 |
| 25     | 9月22日        | 大変！ 敬太が裏切った!!         | - 風魔五道人・カマイタチ（演：源馬均） | 伊上勝   | 田中秀夫 |
| 26     | 9月29日        | 風魔烈風！ 死す!!               | - 風魔五道人・カマイタチ（演：源馬均） | 伊上勝   | 田中秀夫 |
| 27     | 10月06日       | 新しい敵！ 甲賀忍者団!          | - 甲賀闇丸（演：千代田恵介） | 伊上勝   | 中村経美 |
| 28     | 10月13日       | 入門 天堂忍者塾                 | - 甲賀影法師（演：小沢章治） | 伊上勝   | 中村経美 |
| 29     | 10月20日       | 謎の手品師！ カードがしゃべる!? | - 甲賀幻斉（演：三夏伸） | 長坂秀佳 | 中村経美 |
| 30     | 10月27日       | 忍術屋敷の黒い罠                | - 甲賀蜘蛛彦（演：奥村比呂志、声：小野田英一） | 伊上勝   | 田中秀夫 |
| 31     | 11月03日       | 伊豆山の対決!!                  | - 甲賀蟇十郎（演：飯塚実、声：依田英助） - 甲賀朧（演：吉川いづみ） | 伊上勝   | 田中秀夫 |
| 32     | 11月10日       | 絶海の決戦!!                    | - 甲賀蟇十郎（演：飯塚実、声：依田英助） - 甲賀朧（演：吉川いづみ） | 伊上勝   | 田中秀夫 |
| 33     | 11月17日       | 大追跡！ 忍者バス!!             | - 甲賀鉄猿（演：富田仲次郎） | 伊上勝   | 中村経美 |
| 34     | 11月24日       | 電話機から悪魔の手が出る！      | - 甲賀イタチ丸（演：佐藤好将、声：小沢章治） | 松下幹夫 | 中村経美 |
| 35     | 12月01日       | 恐怖の蝶人間                    | - 甲賀鬼蝶丸（演：渥美博、声：菅野直行） | 塩田千種 | 奥中惇夫 |
| 36     | 12月08日       | 死神は七面相                    | - 甲賀死神（演：江藤昭） | 伊上勝   | 奥中惇夫 |
| 37     | 12月15日       | 天堂無人の最後                  | - 甲賀かげさそり（演：加藤寿） | 伊上勝   | 奥中惇夫 |
| 38     | 12月22日       | 戸隠白雲暗殺計画!!              | - 甲賀赤天狗（演：小沢章治） | 伊上勝   | 田中秀夫 |
| 39     | 12月29日       | 念力忍者が超能力の子供を狙う！  | - 甲賀念力（演：堺三千男） | 伊上勝   | 田中秀夫 |
| 40     | 1977年01月05日 | 御用心 忍者からのお年玉!?       | - 甲賀羽衣（演：守屋俊志） | 伊上勝   | 田中秀夫 |
| 41     | 1月12日        | 笑う人形                        | - 甲賀魔利緒（演：南雲祐介） | 塩田千種 | 奥中惇夫 |
| 42     | 1月19日        | やみがらす！ 忍者教室!?         | - 甲賀やみがらす（声：丸山詠二） | 伊上勝   | 奥中惇夫 |
| 43     | 1月26日        | 暗闇忍堂の最期                  | - 甲賀狼丸（演：外野村晋） | 伊上勝   | 奥中惇夫 |

## 放送局
- 東京12チャンネル（制作局）：水曜 19:30 - 20:00
- 札幌テレビ：土曜 17:00 - 17:30（4日先行放送）[16]
- 青森テレビ：火曜 17:20 - 17:50[17]
- 秋田テレビ：火曜 17:50 - 18:20[18]
- 山形テレビ：火曜 17:28 - 17:58[19]
- 東北放送：日曜 17:00 - 17:30（1976年9月まで） → 日曜 16:30 - 17:00（1976年10月 - 1977年1月9日） → 土曜 17:00 - 17:30（1977年1月15日から）[20]
- 福島中央テレビ：火曜 18:00 - 18:30[21]
- 新潟放送：水曜 17:00 - 17:30[22]
- テレビ山梨：土曜 18:00 - 18:30[23]
- 長野放送 : 木曜 18:00 - 18:30 （1976年6月 - 9月[24]) → 金曜 18:00 - 18:30 (1976年10月 - 1977年4月[25]) [26]
- 富山テレビ：金曜 16:45 - 17:15[27]
- 福井テレビ：月曜 18:00 - 18:30[28]
- 中部日本放送：木曜 17:30 - 18:00[29]
- 毎日放送：金曜 17:30 - 18:00（1976年4月16日開始[30]）
- 日本海テレビ：土曜 17:30 - 18:00[31]
- 山陽放送：金曜 17:00 - 17:30[32]
- 広島テレビ：土曜 18:00 - 18:30[33]
- 山口放送：月曜 17:15 - 17:45[34]
- テレビ愛媛：火曜 17:55 - 18:25[35]
- テレビ高知：火曜 17:30 - 18:30
- テレビ西日本：金曜17:25 - 17:55（1976年4月2日 - 6月25日）→ 金曜19:00 - 19:30（1976年7月2日 - 1977年1月28日）[注釈 17]
- テレビ長崎：月曜 18:00 - 18:30[36]
- テレビ熊本：木曜 17:00 - 17:30[37]
- 宮崎放送：木曜 17:20 - 17:50[38]
- 南日本放送：月曜 17:20 - 17:50[39]
- 沖縄テレビ：水曜 17:30 - 18:00[40]

系列のネット局を持たなかった東京12チャンネルが制作局でありながら、多くの地域でネット放送されていたが、そのような中でも本放送時に岩手県、石川県、静岡県、大分県など地方局でのネット受けがまったく行われなかった地域が存在する。これに関連して本放送が行われていたころ、本作品の主題歌を歌う水木一郎と堀江美都子が、鹿児島県内で催された本作品と『ザ・カゲスター』の合同アトラクションショーで歌唱した際、水木や堀江が観客の子供達に「みんな、忍者キャプター知ってるかな？」と呼びかけても観客は無反応だったとの一般からの投書を掲載している商業書籍がある（実際には上記の通り、鹿児島県の南日本放送でも放送されていた）。
下記の本放送の他、制作局の東京12チャンネルでは本作品が打ち切られる前の時期の1977年1月より本作品の再放送も行われた。放送時間は1977年1月から3月まで土曜19:00 - 19:30、4月から6月まで月曜19:30 - 20:00。計半年間の放送だったため、全話分の再放送は行われなかった。

## 劇場版
忍者キャプター（1976年12月19日公開）
第5話のブローアップ版。東映まんがまつりの一編として上映されたが、一部地域のみの公開にとどまった。
DVD『忍者キャプター Vol.4』の映像特典や、2007年12月7日に発売された『東映特撮ヒーロー THE MOVIE BOX』および2009年11月21日発売の『東映特撮ヒーロー THE MOVIE Vol.4』に収録されている。

## 映像ソフト化
2008年2月21日から5月21日にかけて初映像ソフト化となるDVDが東映ビデオより発売された。全4巻の各2枚組で各巻11話（Vol.4のみ10話）収録。

### CS放送
- 1999年5月から9月まで、東映チャンネルの「GO!GO!ヒーローズ」枠にて放送が行われた。
- 2000年9月から2001年1月まで、同局の「アンコールアワー」枠にて放送が行われた。
- 2008年10月から2009年3月まで、同局の「GO!GO!ヒーローズ」枠にてニューマスター版の放送が行われた。
- 2011年2月から7月まで、同局の「アンコールアワー」枠にて放送が行われた。

### ネット配信
- 2013年10月28日から2014年3月23日まで、YouTubeの「東映特撮 YouTube Official」にて全43話が配信されたほか、2016年3月1日から8月2日まで再配信が行われた。

## コミカライズ
聖悠紀作画のコミカライズ版が、徳間書店『テレビランド』に連載された。1976年に徳間書店テレビランド・コミックスからけっさく選として全1巻、1981年に徳間書店アニメージュコミックスから全2巻で単行本が発売された。1981年版の第2巻には『テレビマガジン』1977年4月増刊号に掲載された『快傑ズバット』の読み切りも収録されている。